# محمد ميرت
محمد ميرت (بالتركية: Muhammed Mert)‏ هو لاعب كرة قدم بلجيكي وتركي في مركز الوسط، ولد في 9 فبراير 1995 في هاسلت في بلجيكا. شارك مع منتخب تركيا الوطني لكرة القدم تحت 15 سنة ‏ ومنتخب بلجيكا تحت 19 سنة لكرة القدم. أما مع النوادي، فقد لعب مع إن إي سي نيميخن وفورتونا سيتارد ونادي جينك.

## وصلات خارجية
- محمد ميرت على موقع الاتحاد الأوربي (الإنجليزية)
- محمد ميرت على موقع الاتحاد البلجيكي (الإنجليزية)
- محمد ميرت على موقع اتحاد تركيا (لاعب) (الإنجليزية)
- محمد ميرت على موقع Soccerway.com (الإنجليزية)
- محمد ميرت على موقع عالم كرة القدم.نت (الإنجليزية)
- محمد ميرت على موقع AS.com (الإسبانية)